# JTBC 뉴스 사사건건
《JTBC 뉴스 사사건건》은 대한민국에서 평일 오후 3시에 텔레비전으로 방송하는 JTBC의 주중 낮 뉴스 프로그램이다.

## 그 외 JTBC 뉴스 프로그램
- JTBC 뉴스 모닝
- JTBC 뉴스전망대
- JTBC 뉴스 정오의 현장
- 한판 경제
- JTBC 뉴스 이브닝
- JTBC 뉴스 10
- JTBC 주말뉴스

## 동시간대 경쟁 프로그램
- MBN 뉴스 M (매일방송)
- 채널A 뉴스 쇼 A타임 (채널A)
- 뉴스와이드 참 (조선방송)